# Anton Stopfkuchen
Anton Stopfkuchen (* 23. Juli 1907 in Dörfles bei Kaaden; † 20. Januar 1983 in Freiburg im Breisgau) war ein deutscher Jurist, Landrat und Sachbearbeiter bei der Eingliederung der sudetendeutschen Heimatvertriebenen in der Bundesrepublik Deutschland.

## Leben und Wirken
Anton Stopfkuchen wurde 1907 in Dörfles als Sohn des Oberlehrers Wenzl Stopfkuchen und dessen Ehefrau Marie geboren. Die Familie übersiedelte später nach Kaaden. Nach Schulbesuch, Studium der Rechtswissenschaften an der Universität Prag und Promotion zum Dr. jur. legte er am 1. Februar 1939 die juristische große Staatsprüfung ab und war danach als Rechtsanwalt tätig. Seit dem Studium war er Mitglied der Burschenschaft Constantia Prag (seit 1952 Münchener Burschenschaft Sudetia).
Im August 1939 wurde er, knapp ein Jahr nach der Besetzung der Grenzgebiete der Tschechoslowakei durch das Deutsche Reich und der Bildung des Reichsgaus Sudetenland, zunächst kommissarisch als Landrat des Landkreises Tepl bei Karlsbad eingesetzt. Nachdem er im Oktober 1939 mit der Wahrnehmung der Geschäfte des Landrats beauftragt wurde, erfolgte mit Wirkung vom 1. Oktober 1940 definitiv seine Ernennung zum Landrat. Er blieb pro forma bis zum 8. Mai 1945 im Amt, wurde aber bereits im Juli 1943 zum Kriegsdienst durch die deutsche Wehrmacht einberufen.
Als Heimatvertriebener war er später in der Bundesrepublik Deutschland tätig. Er arbeitete im Geschäftsbereich des Innenministeriums von Baden-Württemberg im Regierungspräsidium Freiburg.

## Ehrungen
- Verdienstorden der Bundesrepublik Deutschland